# Гермагор (округ)
Гермагор (нім. Bezirk Hermagor) — політичний округ федеральної землі Каринтія у Австрії. 
На 1 січня 2021 року населення округу становило 18 052 особи. Площа — 808,13 км².

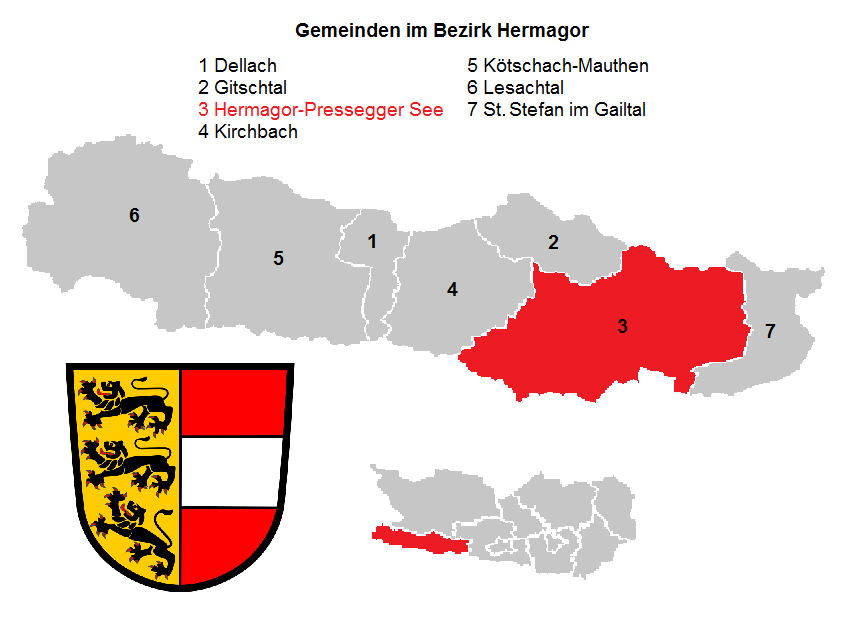
Політичні громади політичного округу Гермагор

## Склад округи
Округ складається з сьоми громад, з яких 1 є містом, 2 є ярмарковими громадами, а ще 4 є звичайними громадами.
| Громади                   | Громади                 | Громади                 | Населення, осіб         | Площа, км²              | № на мапі               | Мапа |
| (укр.)                    | (нім.)                  | (словен.)               | Населення, осіб         | Площа, км²              | № на мапі               | Мапа |
| Місто та міська громада   | Місто та міська громада | Місто та міська громада | Місто та міська громада | Місто та міська громада | Місто та міська громада | Мапа |
| ------------------------- | ----------------------- | ----------------------- | ----------------------- | ----------------------- | ----------------------- | ---- |
| Гермагор-Прессеггер-Зеє   | Hermagor-Pressegger See | Šmohor-Preseško jezero  | 6 830                   | 205,36                  | 3                       |      |
| Ярмаркові громади         |                         |                         |                         |                         |                         |      |
| Кечах-Маутен              | Kötschach-Mauthen       | Koče-Muta               | 3 352                   | 154,91                  | 5                       |      |
| Кірхбах                   | Kirchbach               | Cirkno                  | 2 601                   | 99,07                   | 4                       |      |
| Громади                   |                         |                         |                         |                         |                         |      |
| Гічталь                   | Gitschtal               | Višprijska dolina       | 1 261                   | 56,47                   | 2                       |      |
| Деллах                    | Dellach                 | Dole na Zilji           | 1 231                   | 36,13                   | 1                       |      |
| Лезахталь                 | Lesachtal               | Lesna dolina            | 1 318                   | 190,83                  | 6                       |      |
| Санкт-Штефан-ім-Гайльталь | St. Stefan im Gailtal   | Štefan na Zilji         | 1 589                   | 66,20                   | 7                       |      |

## Демографія
Населення округу за роками за даними статистичного бюро Австрії

## Виноски
- Офіційна сторінка [Архівовано 6 березня 2018 у Wayback Machine.](нім.)